# Impatiens davidii
Impatiens davidii är en balsaminväxtart som beskrevs av Franchet. Impatiens davidii ingår i släktet balsaminer, och familjen balsaminväxter. Inga underarter finns listade i Catalogue of Life.